# Melanodryas
Melanodryas – rodzaj ptaków z podrodziny gwizdaczy (Eopsaltriinae) w obrębie rodziny skalinkowatych (Petroicidae). 

## Rozmieszczenie geograficzne
Rodzaj obejmuje gatunki występujące w Australii i na sąsiednich wyspach, w tym na Tasmanii.

## Morfologia
Długość ciała 15–17,5 cm; masa ciała 21–31 g.

## Systematyka
Rodzaj zdefiniował w 1865 roku brytyjski przyrodnik John Gould w publikacji swojego autorstwa poświęconej ptakom Australii. Gatunkiem typowym jest (oznaczenie monotypowe) eukaliptusek srokaty (M. cucullata).  

### Etymologia
- Melanodryas: gr. μελας melas, μελανος melanos ‘czarny’; δρυας druas, δρυαδος druados ‘driady, nimfy drzewne’, od δρυς drus, δρυος druos ‘drzewo, zwłaszcza dąb’[5].
- Amaurodryas: gr. αμαυρος amauros ‘ciemny’; δρυας druas, δρυαδος druados ‘driady, nimfy drzewne’, od δρυς drus, δρυος druos ‘drzewo, zwłaszcza dąb’[6]. Gatunek typowy (oznaczenie monotypowe): Muscicapa vittata Quoy & Gaimard, 1830.

### Podział systematyczny
Do rodzaju należą następujące gatunki:
- Melanodryas cucullata (Latham, 1801) – eukaliptusek srokaty
- Melanodryas vittata (Quoy & Gaimard, 1830) – eukaliptusek brunatny